# 마이클 퍼터키

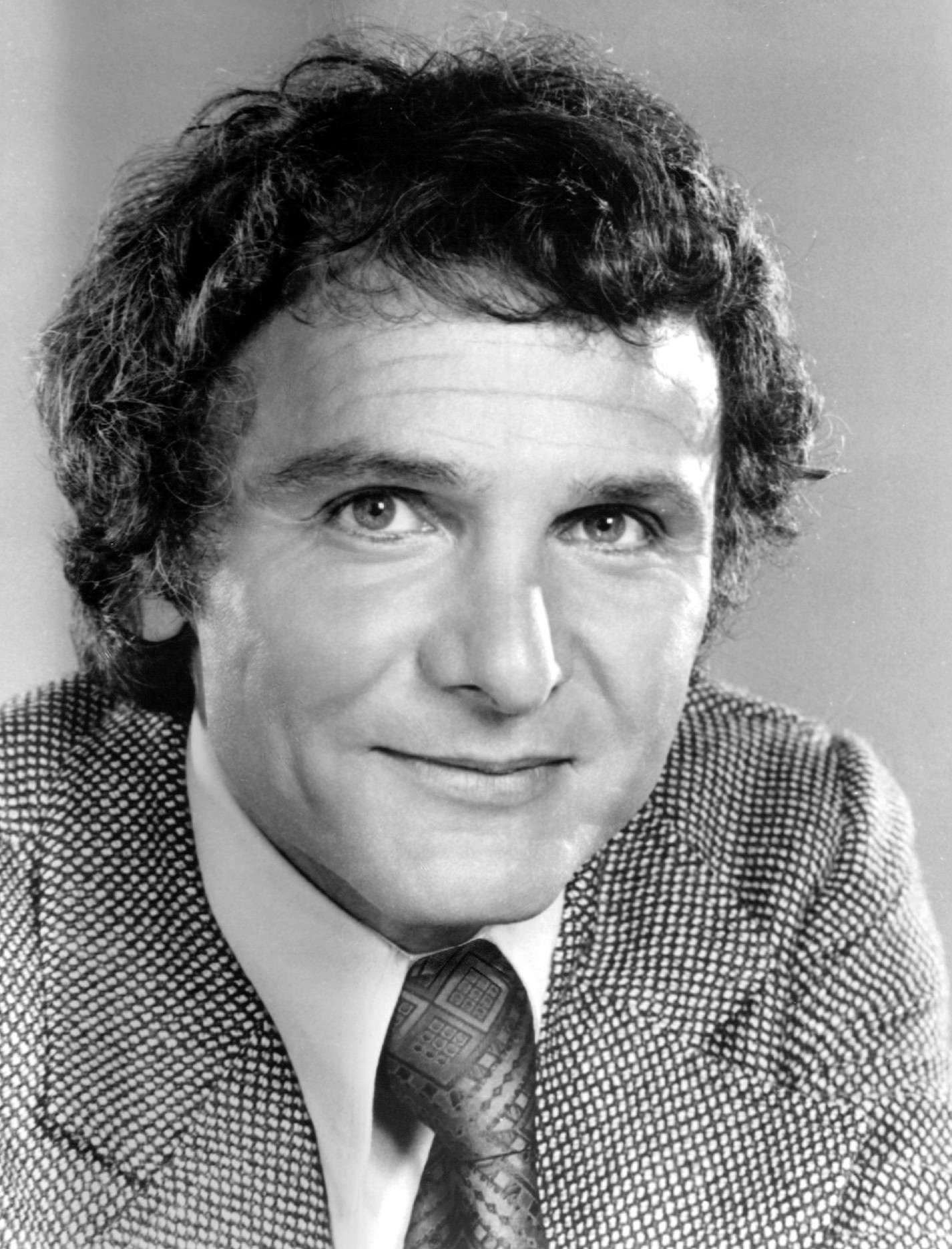

마이클 퍼타키(Michael Pataki, 영어 발음: /pəˈtɑːki/, 1938년 1월 16일 ~ 2010년 4월 15일)는 미국의 배우, 영화 제작자이다.
영스타운에서 태어났으며 노스할리우드에서 사망하였다. 사인은 암이다.

## 출연 작품
- 더 루킹 글래스 (2003년) - 프랭크 역
- 크리스의 러브 교실 (1990년)
- 할로윈 4 (1988년)
- 언더러치브 (1987년)
- 불타는 도전 (1986년)
- 록키 4 (1985년) - 니콜리 코로프 역
- 레모 (1985년)
- 뉴욕의 사랑 (1982년)
- 내일은 태양 (1981년)
- 죽음과 매장 (1981년)
- 졸업날 (1981년)
- 타이타닉 인양 (1980년)
- 드라큐라 도시로 가다 (1979년)
- 위기일발 해안 열차 (1979년)
- 스파이더맨 2 (1978년)
- 흡혈귀 졸탄 (1978년)
- 스파이더맨 (1977년)
- 에어포트 77 (1977년)
- 맨션 오브 더 둠드 (1976년)
- 박쥐 인간 (1974년)
- 흡혈귀의 무덤 (1974년)
- 흡혈귀 요르가 백작 2 (1971년)
- 올 인 더 패밀리 (1968년) - Det. Sgt. 토니 로셀리 역

### 텔레비전
- 더 폴 가이 (1981년)
- 스파이더맨 - 78년 시리즈 (1978년)
- 수사관 맥클라우드 (1970년)
- 미녀 첩보원 (1985-86, Scarecrow and Mrs. King)
- 배트맨 - 66년 TV 시리즈 (1966년)